# 藤原秀郷

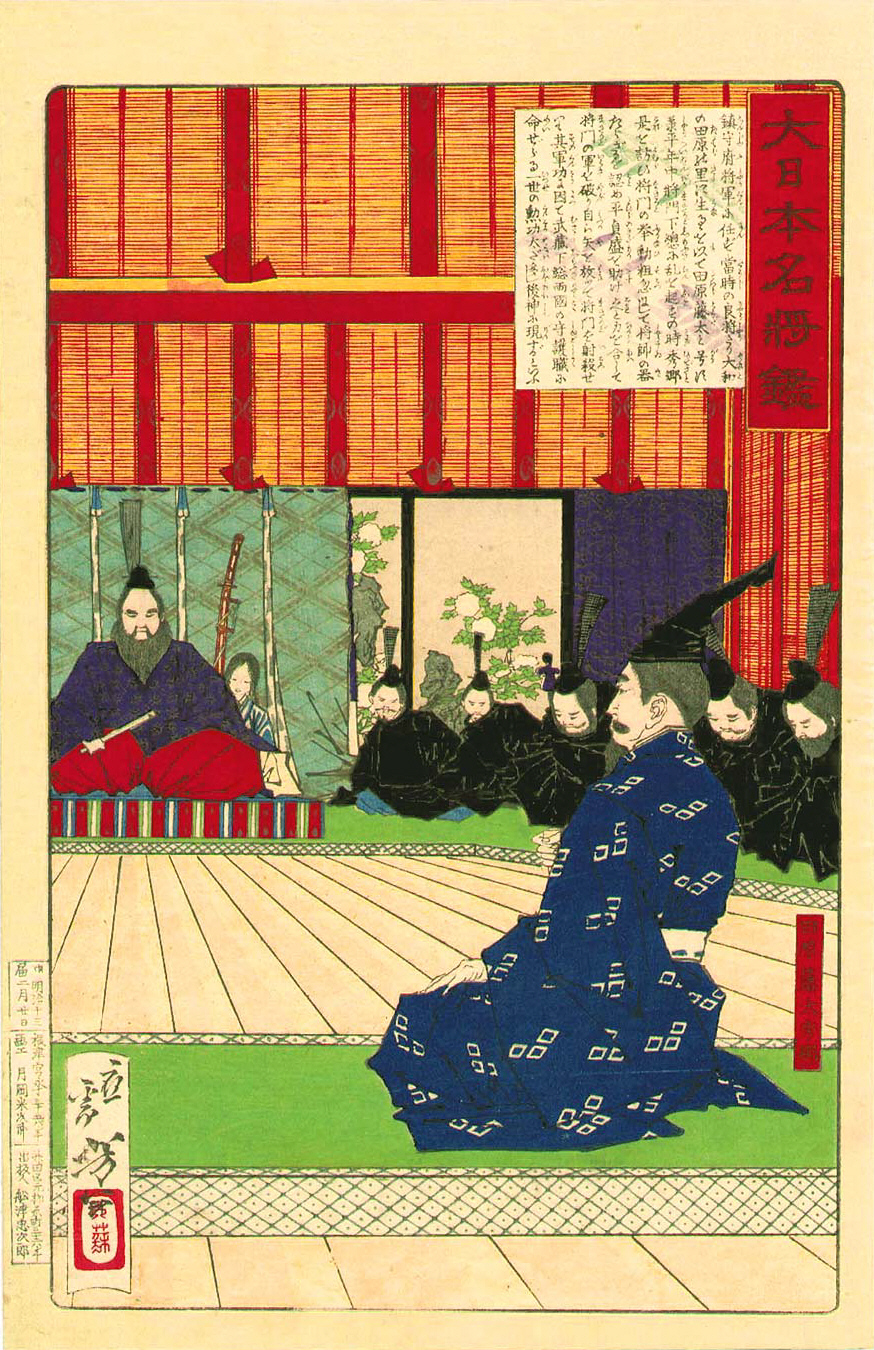
平将門と会見する秀郷。江戸時代成立の御伽草子『俵藤太物語』では、饗応の席で将門が袴に飯をこぼし、それを無造作に払いのける軽率さを見て、秀郷は将門を討つ決意を固めたとされる。
月岡芳年画『大日本名将鑑』より（1880年）

藤原 秀郷（ふじわら の ひでさと、旧字体：藤󠄁原 秀鄕）は、平安時代中期の貴族、豪族、武将。藤藤原北家魚名流。下野大掾・藤原村雄の子。別名は、俵（田原）藤太。
下野掾であったが、平将門追討の功により従四位下に昇り、下野・武蔵二ヶ国の国司と鎮守府将軍に叙せられ、勢力を拡大。源氏・平氏と並ぶ武家の棟梁として多くの家系を輩出し、近代に正二位を追贈された。
室町時代に「俵藤太絵巻」が完成し、近江三上山を八巻きした大百足退治の伝説で有名。滋賀県大津市の瀬田唐橋に銅像がある。

## 出自
『尊卑分脈』などの系図から、一般に藤原北家魚名流とされる。魚名の子・伊勢守・藤原藤成が下野史生・鳥取業俊の娘との間にもうけたのが下野権守（少掾とも）・藤原豊沢であり、豊沢が下野史生・鳥取豊後の娘との間にもうけたのが下野大掾・藤原村雄であり、村雄と下野掾・鹿島直行の娘との間に生まれたとされる。
しかし、太田亮などによると下野国史生郷の土豪・鳥取氏が藤原氏に仕えてその系譜を冒したという説もあり、古代から在庁官人を務めた秀郷の母方の姓を名乗ったとする説もあるが定かではない。この系譜仮冒説では、豊沢の父とされる藤成の系譜上での位置づけが不安定であることと、魚名から秀郷までのわずか5代で200年が経過していることが不審とされている。
俵 藤太（田原 藤太、読みは「たわら の とうだ」または「たわら の とうた」、藤太は藤原氏の長、太郎の意味）という名乗りの初出は『今昔物語集』巻25「平維茂 藤原諸任を罰つ語 第五」であり、秀郷の同時代史料に田原藤太の名乗りは見つかっていない。由来には、相模国淘綾郡田原荘（秦野市）を名字の地としていたことによるとする説、幼時に山城国近郊の田原に住んでいた伝説に求める説、近江国栗太郡田原郷に出自した伝説に求める説など複数ある。

## 生涯
生年は、「佐野記」によると仁和元年（885年）、「田原族譜」によると寛平3年（891年）とされるが、真偽は不明である。
秀郷の先祖は下野国司という立場上、弓馬術に長けた蝦夷と接点が深かったと思われ、その後の秀郷流流鏑馬などの武芸に発展する下地があったとされている。
秀郷も下野国の在庁官人として勢力を保持していたが、朝廷への反抗を繰り返した。延喜16年（916年）隣国上野国衙への反対闘争に加担連座し、一族17（もしくは18）名とともに流罪とされた。しかし王臣子孫であり、かつ秀郷の武勇が流罪の執行を不可能としたためか服命した様子は見受けられない。さらにその2年後の延長7年（929年）には、乱行の廉で下野国衙より追討官符を出されている。唐沢山（現在の佐野市）に城を築いた。
天慶2年（939年）、平将門が兵を挙げて関東8か国を征圧する（天慶の乱）と、秀郷は甥（姉妹の子）である平貞盛・藤原為憲と連合し、翌天慶3年（940年）2月、将門の本拠地である下総国猿島郡を襲い乱を平定。複数の歴史学者は、平定直前に下野掾兼押領使に任ぜられたと推察している。
この時、秀郷は宇都宮大明神（現・宇都宮二荒山神社）で授かった霊剣をもって将門を討ったと言われている。また、この時に秀郷が着用したとの伝承がある兜「三十八間星兜」（国の重要美術品に認定）が現在宇都宮二荒山神社に伝わっている。
この大功により、平定前の布告通りに、それまで低い身分だった武家としては破格の官位と恩賞が授けられた。同年3月、従四位下に叙され、11月に下野国（栃木県）の国司である下野守に任じられた。さらに武蔵国（東京都・神奈川県・埼玉県）の国司である武蔵守、および鎮守府将軍も兼任した。
ただし、それ以降は史料にほとんど名前が見られなくなる。没年は「田原族譜」によると正暦2年9月25日（991年11月4日）に101歳で亡くなったとされるが、「系図纂要」によると天徳2年2月17日（958年3月10日）に亡くなったとされる。また「佐野記」には、天慶10年2月（947年2月）に63歳で亡くなったと記載しているが、水野拓昌によると天暦元年閏7月（947年8月）の活動と矛盾するとしている。

## 贈位
- 1883年（明治16年）8月6日 - 贈正三位[16]
- 1918年（大正7年） - 贈正二位

## 百足退治伝説

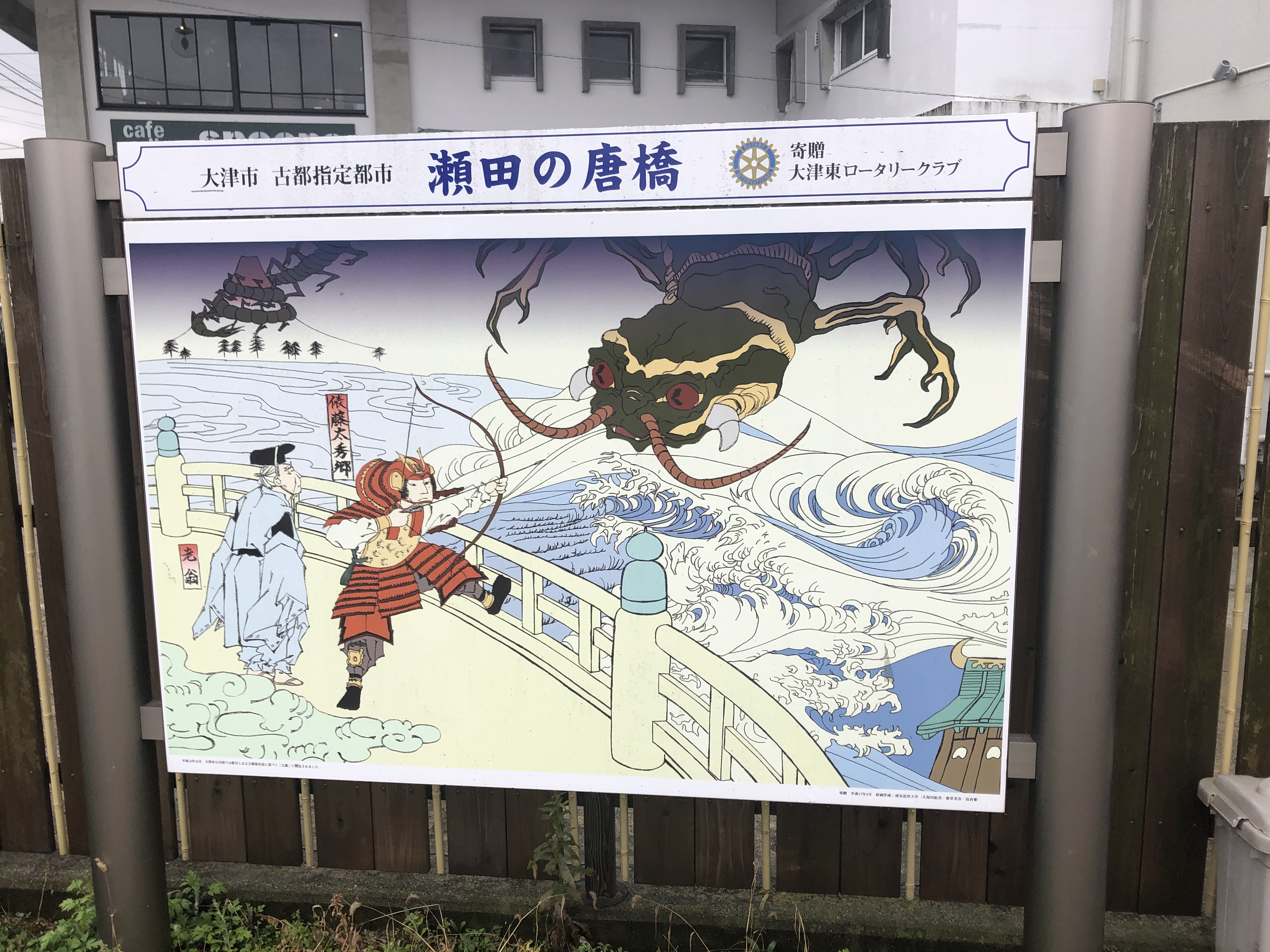
瀬田の唐橋にある百足退治伝説の記念碑

藤原秀郷の百足退治。中央に龍女、左は藤原宿祢。勝川春亭画。1815年頃

「俵藤太物語」にみえる百足退治伝説は、おおよそ次のようなあらすじである。
ある時、近江国琵琶湖のそばの瀬田の唐橋に大蛇が出現して横たわり、人々は怖れて橋を渡らなくなったが、通りかかった俵藤太は動ぜず、大蛇を踏みつけて渡った。大蛇は人に姿を変え、実は自分は湖底に住む竜女だが、一族が三上山に棲みついた大百足に苦しめられている。百足を倒すため、ここで勇者を捜していたと語り、百足退治を懇願した。藤太が唐橋で待ちかまえていると、三上山から大百足が出現し、山上からこちらに向かってきた。強弓をつがえて射掛けたが、一の矢、二の矢は跳ね返されて通用しない。三本目の矢には降魔の力があるという唾をつけて射ると、矢は百足の眉間を射抜いた。礼として藤太は竜神から、米の尽きることのない俵や使っても尽きることのない巻絹などの宝物を贈られた。竜宮にも招かれ、赤銅の釣鐘も追贈され、これを三井寺（園城寺）に奉納した。

### 諸本
俵藤太の百足退治の説話の初出は『太平記』十五巻といわれる。しかし『俵藤太物語』の古絵巻のほうが早期に成立した可能性もあるという意見もある。御伽草子系の絵巻や版本所収の「俵藤太物語」に伝わり、説話はさらに広まった。

#### 大蛇の化身と竜宮
御伽草子では、助けをもとめた大蛇は、琵琶湖に通じる竜宮に棲む者で、女性の姿に化身して藤太の前に現れる。そして百足退治が成就したのちに藤太を竜宮に招待する。ところが太平記では、大蛇は小男の姿でまみえて早々に藤太を竜宮に連れていき、そこで百足が出現すると藤太が退治するという展開になっている。

#### 百足
百足は太平記では三上山でなく比良山を棲み処とする。百足が襲ってきたとき、それは松明が二、三千本も連なって動いているかのようだと形容されているが、三上山を七巻半する長さだったという記述が、『近江輿地志略』（1723年）にみえる。
唾をつけた矢を放つとき、御伽草子では、八幡神に祈念しており、射止めた後も百足を「ずたずたに切り捨て」た、とある。

#### 財宝
『俵藤太物語』では竜女から無尽の絹・俵・鍋を賜ったのち、竜宮に連れていかれ、そこでさらに金札（）の鎧や太刀を授かる。
時代が下ると、褒美の品目も十種に増える。そして太刀にも「遅来矢（）」という号し、赤堀家重代の宝刀となったという記述が『和漢三才図会』（1712年）や『東海道名所図会』（1797年）にみえる。
鎧が「避来矢（）」号し、下野国の佐野家に伝わったという異文が『氏郷記』（1713年以前）にみつかり、異綴りだが「平石（）」と「室丸（）」の２領が竜宮の贈物だったという、新井白石『本朝軍器考』（1709年）の記述となかば合致する。
鍋には「小早鍋」、俵には「首結俵」という呼称があった（『氏郷記』）とする記載もみえる。
伊勢神宮には、秀郷が所有したと伝わる刀剣が二振り奉納されている。ひとつは百足退治に際して龍神から送られたという伝来のある毛抜形太刀（伊勢）で、赤堀家重代の宝刀だったものが複数の手を渡り伊勢に所蔵されることになったと説明される。もうひとつは「蜈蚣切」（蜈蚣切丸、とも）の名で、8世紀の刀工、神息の作と伝わるが、14世紀頃の刀剣と鑑定されている。このほか滋賀県竹生島にも秀郷奉納と伝わる毛抜形太刀（宝厳寺）が存在する。
三井寺の梵鐘に後日談があり、「弁慶の引きずり鐘」の故事として知られる。武蔵坊弁慶が鐘を山上まで叡山に持って行ったが、鐘を撞くたびに三井寺に「いのういのう」としか鳴らなかったという伝説がまつわる。

#### 将門
御伽草子「俵藤太物語」の下巻では、平将門討伐が描かれる。また、龍神の助けで平将門の弱点を見破り、討ち取ることができたという。

### 原話
鎌倉初期（1200年頃）成立の『古事談』に俵藤太の百足退治と類似した粟津冠者（）の説話があり、これが原話でないかと考えられている。粟津冠者という剛の者が、鐘を鋳る鉄を求めて出雲に向かうと暴風に見舞われ、漕ぎつけた謎の小童に拾われ海底の龍宮に連れていかれる、そして宿敵を射殺してくれと嘆願され、敵の大蛇が眷属をひきつれてやってきたところを仕留め、褒美に得た鐘はめぐりめぐって三井寺に収められた、というあらすじである。
また、百足は鉄の鉱脈を表わし、「射る」ことは「鋳る」ことに通じるという若尾五雄の考察もある。

#### その他の伝承地
秀郷の本拠地であった下野国には、日光山と赤城山の神戦の中で大百足に姿を変えた赤城山の神を猿丸大夫（または猟師の磐次・磐三郎）が討つという話があり（この折の戦場から「日光戦場ヶ原」の名が残るという伝説）、これが秀郷に結びつけられたものと考えられる。
また、類似した説話が下野国宇都宮にもあり、俵藤太が悪鬼・百目鬼を討ったとされる。
福島市の飯坂温泉にも俵藤太の伝承がある。内容としては、女に姿を変えた大蛇の依頼で、俵藤太が大百足 を退治し、佐波来湯の北隣りに新たに沸き出た泉（藤太湯）で、洗い清め癒したという話である。
飯坂町は奥州藤原氏の一族であり、秀郷の子・千常を始祖とすると言われる信夫佐藤氏の本拠地である。吾妻鏡では、藤原秀衡が勇敢な武将として、近親者である佐藤継信・忠信を、源義経を守らせるため、付き従わせている。
鳥取県中部の三朝町の三徳川源流部に「俵原」（旧三徳村）という地名がある。伝承によると、平将門は三徳川支流の小鹿川の源流の「中津」に落ち延び、これを追ってきた藤原秀郷（俵原藤太）が三徳川源流の高原部に土着し「俵原村」を開基したのだという。

## 後裔氏族
秀郷の子孫は、中央において源高明に仕え、官職を得るなどした。そしてその結果、鎮守府将軍として陸奥国に勢力を伸ばす一族（奥州藤原氏）や、関東中央部を支配する武家諸氏が現れた。
- 下野国
  - 佐野氏
  - 足利氏 (藤原氏)
  - 小山氏
  - 下河辺氏
  - 益田氏
  - 長沼氏
  - 皆川氏
  - 薬師寺氏
  - 田沼氏
  - 下野小野寺氏
  - 榎本氏
  - 戸室氏
  - 小見氏
  - 木村氏
- 上野国
  - 赤堀氏
  - 岩櫃斎藤氏
  - 桐生氏
  - 佐貫氏
  - 大胡氏
  - 山上氏
  - 園田氏
  - 丸橋氏
- 常陸国
  - 那珂氏
  - 安島氏
  - 小野崎氏
  - 小貫氏
  - 内桶氏
  - 茅根氏
  - 根本氏
  - 助川氏
  - 川野辺氏
  - 佐藤氏
  - 水谷氏
  - 江戸氏
  - 綿引氏
  - 大森氏
- 下総国
  - 結城氏
  - 下河辺氏
  - 伊藤氏
- 武蔵国
  - 比企氏
  - 吉見氏（小山氏支流）[58]
- 相模国
  - 山内首藤氏（首藤氏→山内氏）
  - 波多野氏（秦野氏）
  - 沼田氏

また京都でも武門の名家として重んじられた結果、子孫は以下のような広範囲に分布した。
- 紀伊
  - 佐藤氏
  - 尾藤氏
  - 伊賀氏
  - 湯浅氏
- 近江
  - 近藤氏
  - 蒲生氏
  - 今井氏
- 伊勢
  - 伊藤氏
  - 大口氏
- 信濃
  - 大石氏
- 陸奥
  - 奥州藤原氏
  - 佐藤氏
  - 阿曽沼氏
- その他
  - 内藤氏
  - 大友氏
  - 少弐氏
  - 龍造寺氏
  - 立花氏
  - 武藤氏
  - 平井氏
  - 筑紫氏
  - 田村氏
  - 大屋氏
  - 長沼氏
  - 長谷川氏
  - 末次氏
  - 大平氏等々

## 系譜
- 父：藤原村雄
- 母：下野掾鹿島直行の娘
- 妻：侍従源通の娘
  - 男子：藤原千常
- 生母不明
  - 男子：藤原千時
  - 男子：藤原千晴
  - 男子：藤原千国
  - 男子：藤原千種

## 秀郷を祀る神社
秀郷と平将門にゆかりのある神社については平将門#関連寺社も参照。
- 唐沢山神社（旧別格官幣社）（栃木県佐野市）
- 鵜森神社（三重県四日市市）
- 秀郷稲荷（東京都府中市高安寺（伝藤原秀郷居館）内）
- 雲住寺と龍王宮秀郷社（滋賀県大津市）

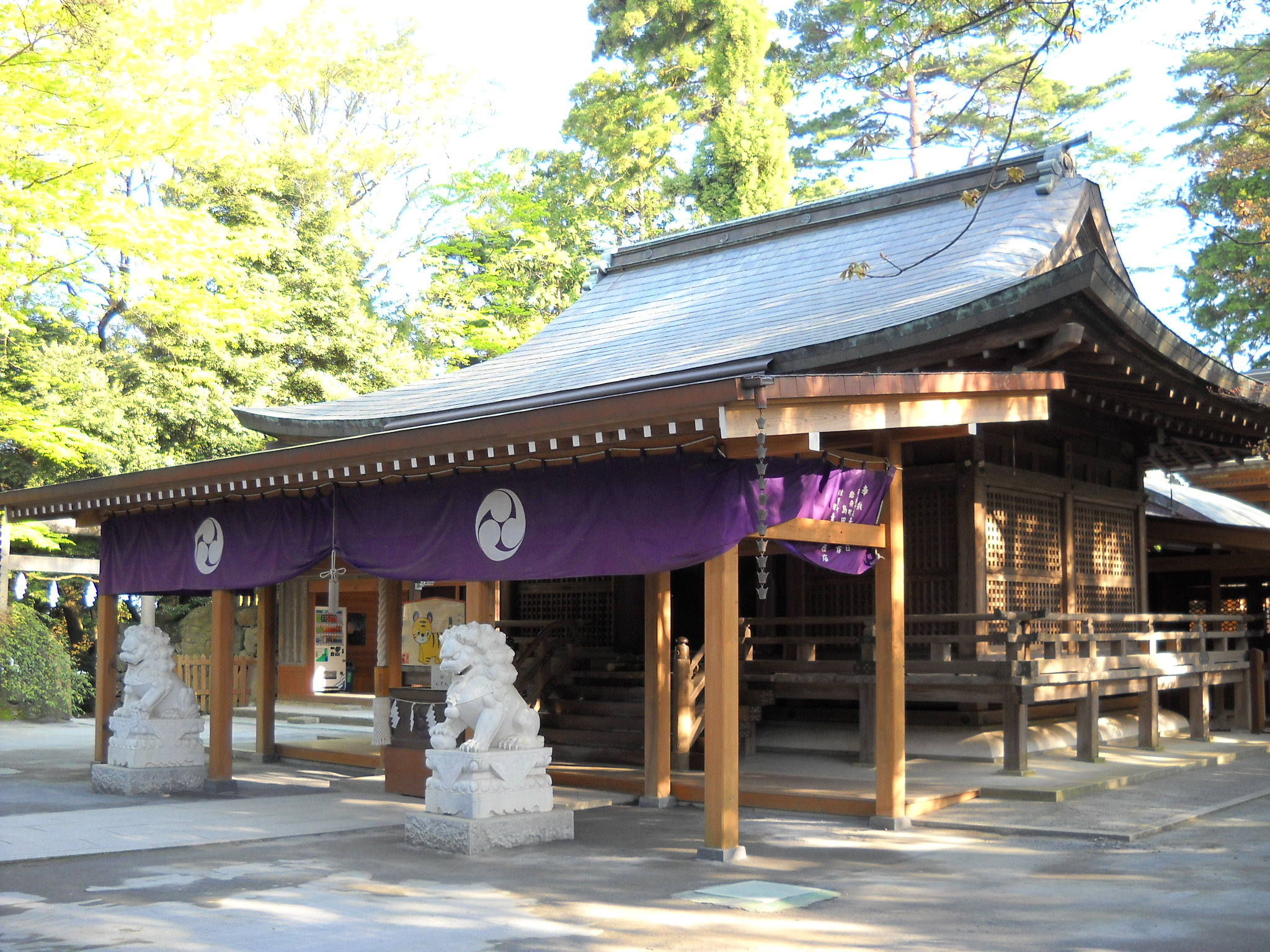
唐沢山神社
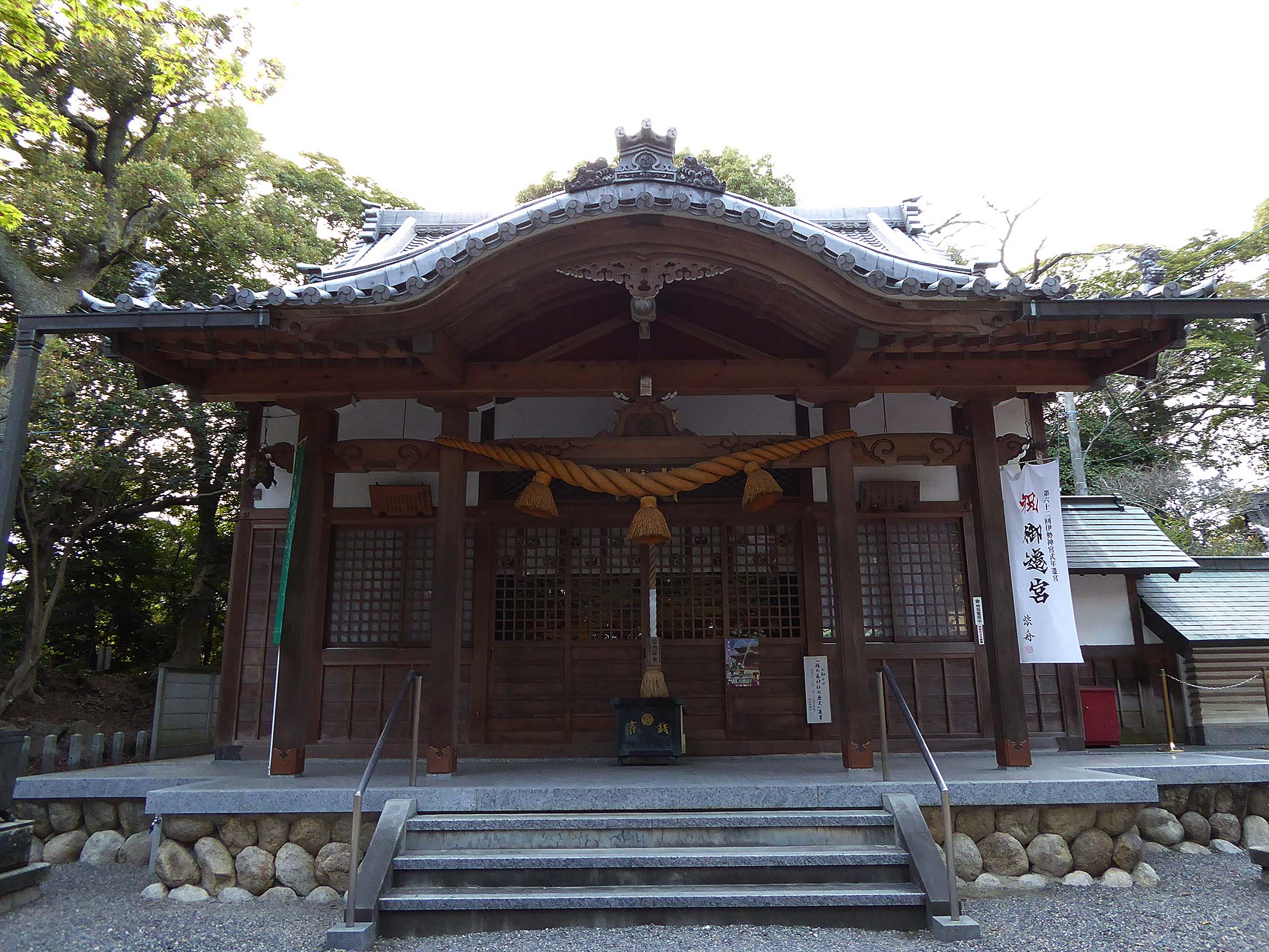
鵜森神社
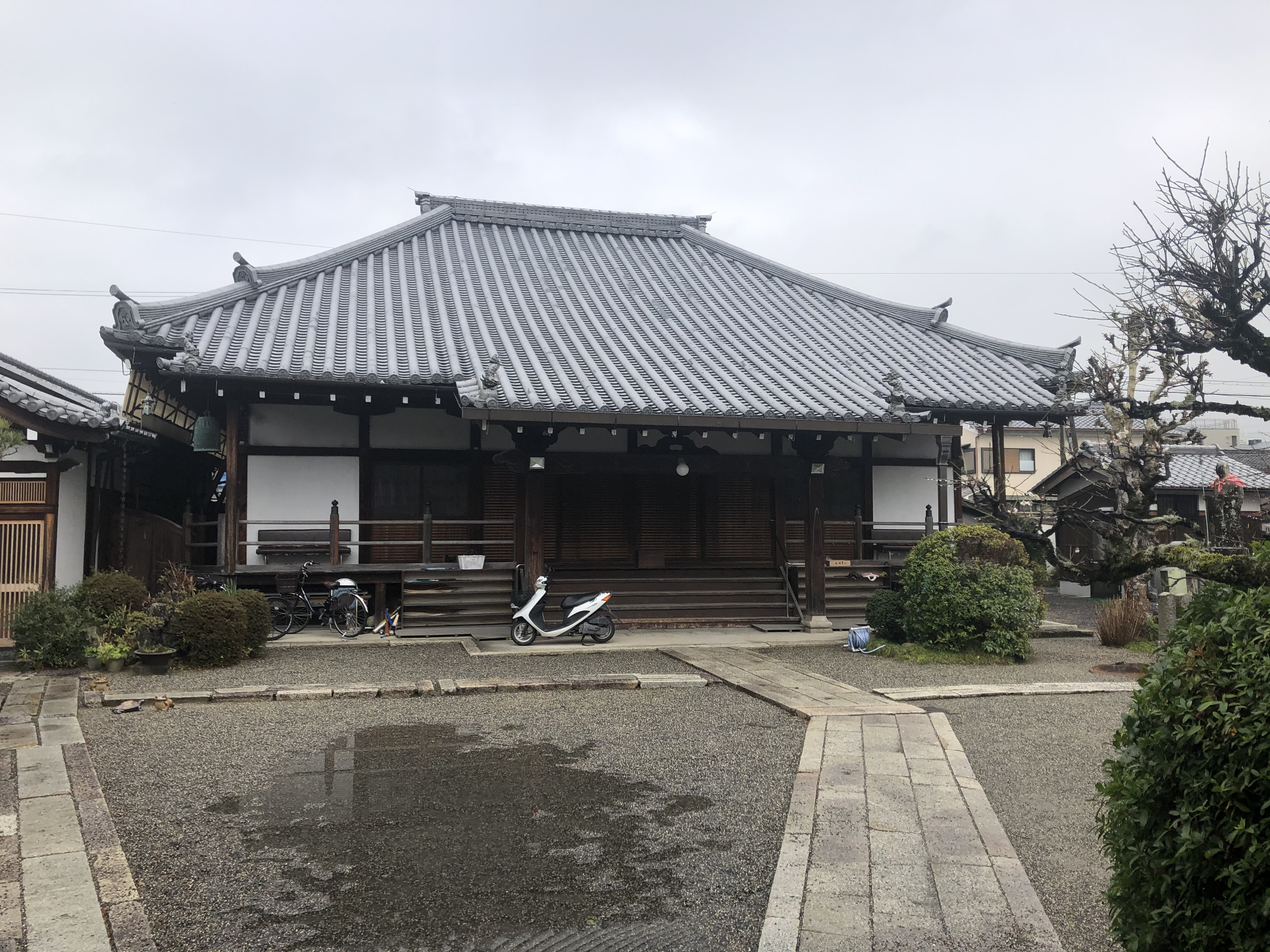
雲住寺
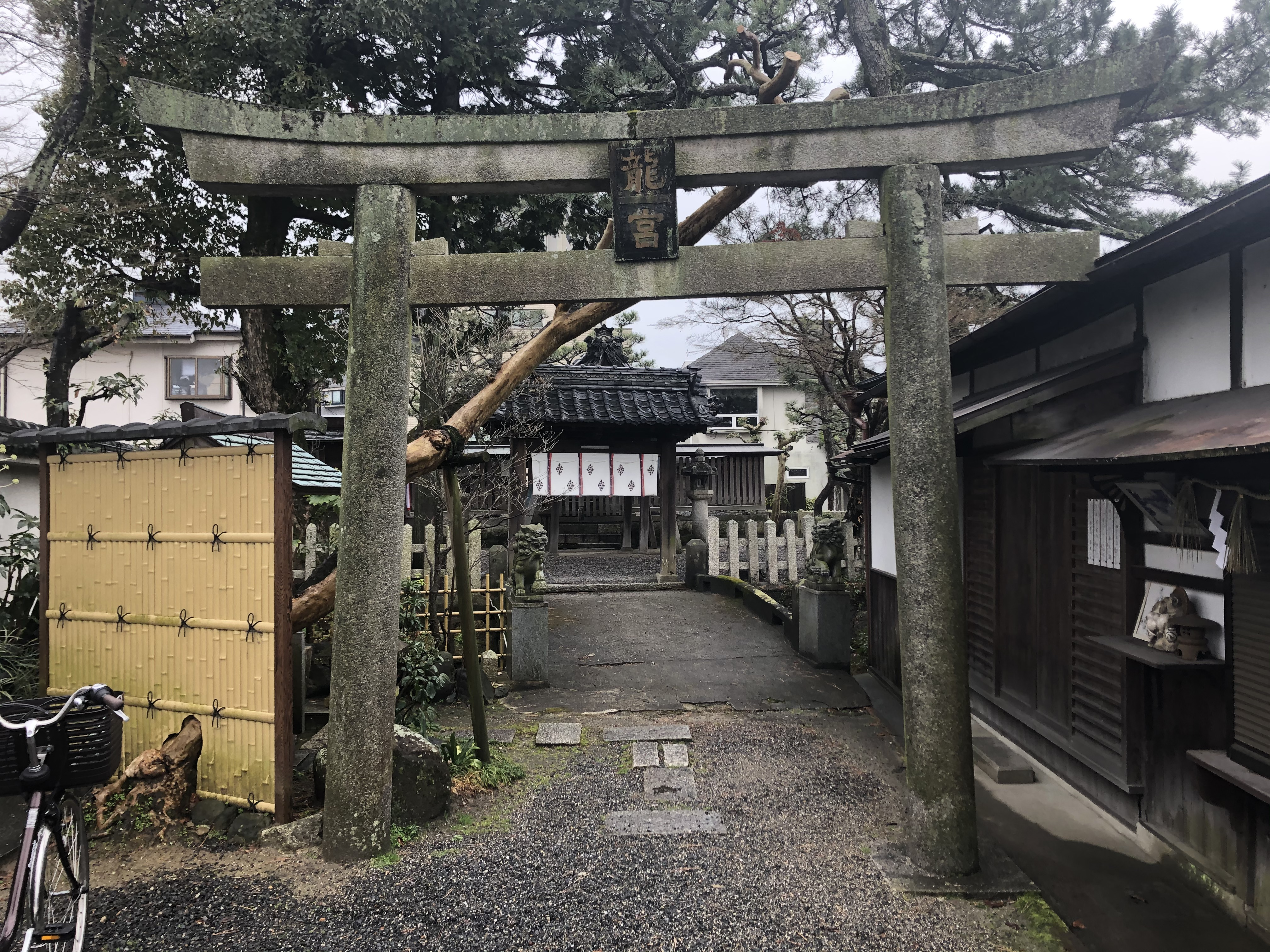
龍王宮秀郷社